# Nephele morpheus
Nephele morpheus är en fjärilsart som beskrevs av Jean Baptiste Boisduval 1833. Nephele morpheus ingår i släktet Nephele och familjen svärmare. Inga underarter finns listade i Catalogue of Life.